# Jevpatorijski zaljev
Jevpatorijski zaljev (ukr. Євпаторійська бухта, krim. tat. Kezlev körfezi, Кезлев корьфези, rus. Евпаторийская бухта) je zaljev u Crnom moru u blizini Jevpatorije na poluotoku Krimu. Dio je Kalamitskog zaljeva.

## Karakteristike
Zaljev se nalazi na geološkom rasjedu između sinklinale Alma i uspona[eng. rise] Tarkhankut. Tektonski pokreti formirali su različite naslage unutar zaljeva i ukazuju na relativno povećanje razine mora od približno 2 metra od 1. tisućljeća pr. Kr. Što se tiče plovidbe, relativno je plitko i izloženo.